# Peter Egge
Ej att förväxla med skådespelaren Peter Egge, son till Isa Quensel.

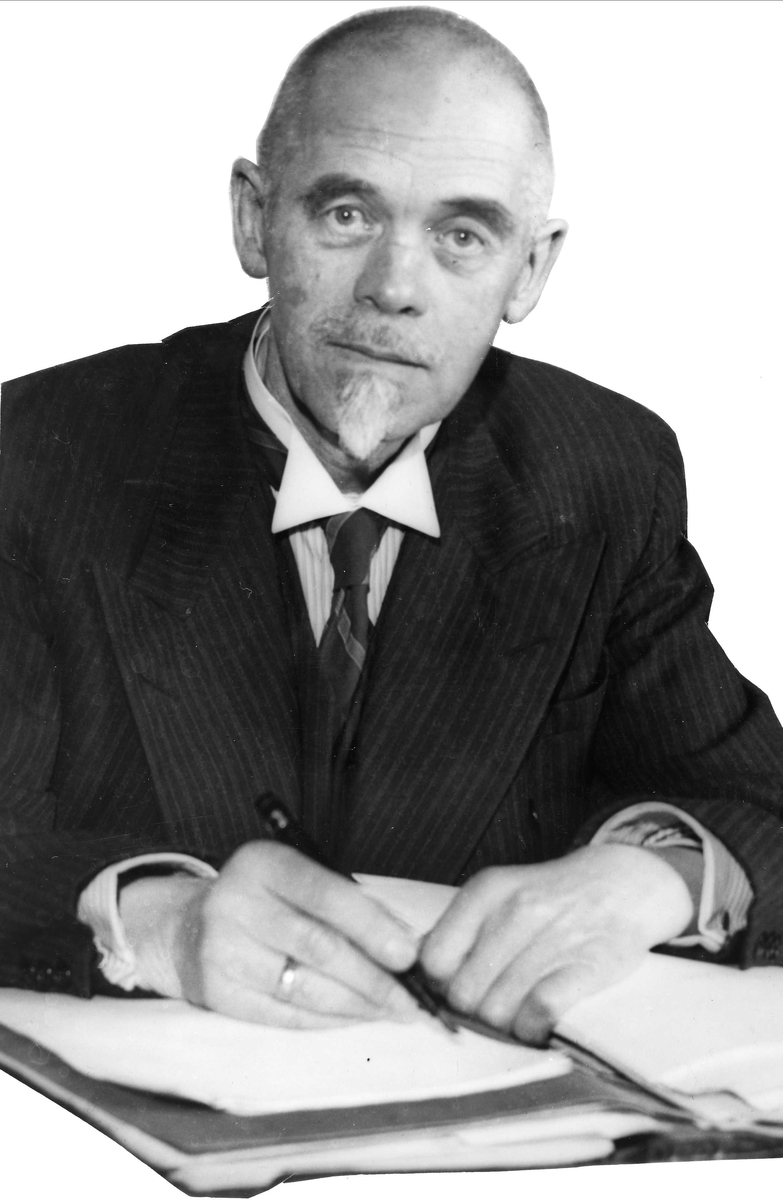
Peter Egge, 1935.

Peter Egge, född 1 april 1869, död 15 juli 1959, var en norsk författare.
Egge debuterade 1891 med romanen Almue efter att några år ha arbetat som sjöman, arbetare och kontorist. Det mest betydande i hans författarskap är hans folklivsskildringar från Trøndelagen: Nordfra (1895), Trøndere (1898), De graa haar (1904), men senare vände hans intresse alltmer åt psykologiska romaner såsom Jomfrue Nelly Maartens (1897), Gammelholm (1899), Majnætter (1902), En liden gut (1906), Hjærtet (1907), De unge dage (1913), Jægtvig og hans Gud (1923), samt Hansine Solstad (1925). Som dramatisk författare har Egge framträtt med några komedier, präglade av en älskvärd humor: Fadergaven (1897), Jakob og Kristoffer (1900), Kjærlighet og venskap (1905), samt skådespelen Idyllen, Felen (1912), Brist (1914), Narren (1917), samt De svære valg (1924).
Kjærlighet og venskap filmatiserades 1941, se Den kärleken, den kärleken!.